# Rejon borodziański
Rejon borodziański – dawna jednostka administracyjna w składzie obwodu kijowskiego Ukrainy. W 2020 roku w związku z reformą administracyjno-terytorialną na Ukrainie jego terytorium weszło w skład rejonu buczańskiego.
Powstał w 1923. Miał powierzchnię 934 km² i liczył około 57 tysięcy mieszkańców. Siedzibą władz rejonu była miejscowość Borodzianka.
W skład rejonu wchodziło 5 osiedlowych rad oraz 19 silskich rad, obejmujących 42 wsie.

## Miejscowości rejonu
- Babynci[2] (Бабинці)
- Berestianka (Берестянка)
- Błystawycia (Блиставиця)
- Bondarnia (Бондарня)
- Borodzianka (Бородянка)
- Buda-Babynećka (Буда-Бабинецька)
- Dibrowa (Діброва)
- Dmytriwka (Дмитрівка)
- Drużnia (Дружня)
- Haj (Гай)
- Hałynka (Галинка)
- Jazwynka (Язвинка)
- Kaczały (Качали)
- Kławdijewo-Tarasowe (Клавдієво-Тарасове)
- Kobłycia (Коблиця)
- Kobłyćkyj Lis (Коблицький Ліс)
- Kozynci (Козинці)
- Krasnyj Rih (Красний Ріг)
- Łubjanka (Луб'янка)
- Majdaniwka (Майданівка)
- Mychajłenkiw (Михайленків)
- Myhałky (Мигалки)
- Mykułyczi (Микуличі)
- Myrcza (Мирча)
- Nebrat (Небрат)
- Nemiszajewe (Немішаєве)
- Nowa Buda (Нова Буда)
- Nowa Hrebla[3] (Нова Гребля)
- Nowe Zalissia (Нове Залісся)
- Novyj Korohod (Новий Корогод)
- Ozera (Озера)
- Ozerszczyna (Озерщина)
- Piskiwka (Пісківка)
- Poroskoteń (Пороскотень)
- Potasznia (Поташня)
- Pyłypowyczi (Пилиповичі)
- Raska (Раска)
- Stara Buda (Стара Буда)
- Talśke (Тальське)
- Torfjane (Торф'яне)
- Szybene (Шибене)
- Wabla (Вабля)
- Wełykyj Lis (Великий Ліс)
- Wołycia (Волиця)
- Wyszniaky (Вишняки)
- Zahalci (Загальці)
- Zdwyżiwka (Здвижівка)